# Mykola Chmatko
 (septembre 2020).
Le contenu est difficilement compréhensible vu les erreurs de traduction, qui sont peut-être dues à l'utilisation d'un logiciel de traduction automatique.
Mykola Havrylovytch Chmatko (en ukrainien : Микола Гаврилович Шматько, en russe : Николай Гаврилович Шматько, Nikolaï Gavrilovitch Chmatko,), surnommé « le roi du marbre », est un sculpteur et peintre soviétique puis ukrainien né le 17 août 1943 à Krasnohorivka dans l'oblast de Stalino en RSS d'Ukraine (Union soviétique) et mort le 15 septembre 2020 à Moukatchevo (Ukraine).

## Biographie
Mykola Chmatko a commencé la sculpture à l'âge de 33 ans.
Tout au long de sa carrière, il a créé sans le soutien du gouvernement ni des sponsors, plus de 750 monuments (bas-relief, haut-relief, sculpture) et plus de 500 peintures. La collection de l'auteur, est exposée dans sa galerie "Chmatko et fils" et n'a pas d'équivalent dans le monde. On y trouve plus de 70 sculptures en marbre de l'Oural et d'Italie et quelque 300 tableaux (tableaux, graphiques).
En 2000, il a été nommé professeur d'arts créatifs et des arts de l'Institut de Moscou de la « civilisation mondiale » en remerciement à son art,. Pour le récompenser pour sa contribution à  la création de la « Vierge de Sviatogorsk » pour l'Église orthodoxe, il lui a été décerné l'« ordre de Letopisets Nestor » par  Volodymyr, alors chef de l'Église orthodoxe d'Ukraine (Patriarcat de Moscou).
En 2004, après de longues négociations auprès de l'administration de l'oblast de Donetsk et auprès du recteur du monastère Laure de Sviatohirsk (en ukrainien : Свято-Успенська Святогірська Лавра), il a été décidé de lui confier la création de la sculpture en marbre : « Bienheureuse Vierge Marie de Sviatohirsk ». L'automne suivant, après les travaux de restauration, cette sculpture mesurant 4,30 mètres de hauteur, a été installée sur un piédestal haut de 8 mètres. La sculpture a été exécutée dans deux blocs de marbre d'Oural pesant chacun 40 tonnes.
À l'automne 2005 a commencé la restauration de la Transfiguration dans l'église Keleberda, située dans l'oblast de Poltava ; on peut y trouver aussi la sculpture « La Crucifixion du Christ ».
En 2007, il a reçu le « prix Lorenzo il Magnifico » à Florence, c'est la première fois que ce titre est donné à un Ukrainien pour son œuvre.
Parmi ses nouvelles créations, on trouve les « Trois Grâces » exécutées en marbre par Mykola Chmatko et la même sculpture en plâtre teinté exécutée par son fils Raphael.

### Famille
Mykola Chmatko a deux fils qui participent à l'exécution de divers projets d'auteur la galerie "Chmatko & fils".

## Musée
- Buste Ivan Maksimovic Sochenko entreposé au musée Taras Chevtchenko Académie impériale des beaux-arts (Saint-Pétersbourg)[7],[8].

## Expositions[5]
- 1985—1991 : Exposition permanente Galerie "Chmatko & fils", à Bolhrad (oblast d'Odessa) ;
- 1991—2003 : Exposition permanente dans la galerie "Chmatko & fils", à Krasnyï Loutch, une ville de l'oblast de Louhansk ;
- 1992 : Louhansk ;
- 1993 : Kiev ;
- 2000 : Exposition personnelle à l'Institut des civilisations mondiales, à Moscou ;
- 2003 : Donetsk
- 2003—2004 : Galerie "Chmatko & fils", à Sloviansk (oblast de Donetsk) ;
- 2004—2010 : Galerie "Chmatko & fils", à Louhansk ;
- 2007 : Biennale 2007, à Florence (Italie) ;
- 2009 : Biennale di Firenze (Florence, Italie) ;
- 2012: Art Monaco 2012, Monaco, France ;

## Quelques œuvres célèbres

Bienheureuse Vierge Marie de Sviatogorsk de la laure de Sviatohirsk à Sviatohirsk (Ukraine).
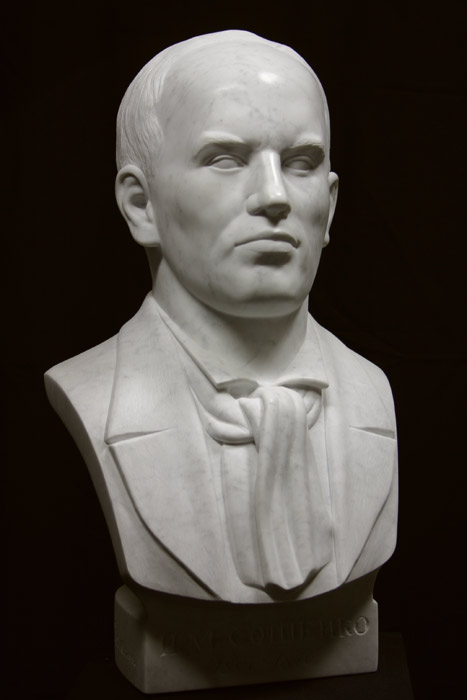
Ivan Sochenko
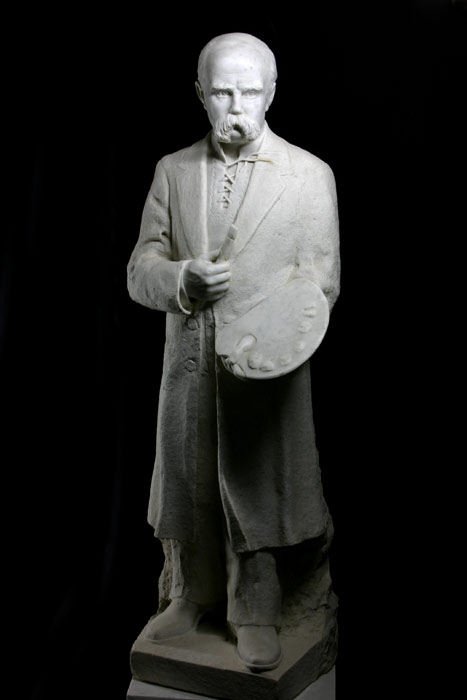
Tarass Chevtchenko à Luhansk.

- 2004 - « Bienheureuse Vierge Marie »[9] ;
- 2007 - « Bill Gates » en buste[10] ;
- 2008 - « Aurore d'Ukraine », Julia Timochenko, Premier ministre d'Ukraine sert de modèle pour cette œuvre[11] ;
- 2009 - « Trois Grâces » ;
- 2009 - « La Paix Express » représentant des hommes politiques célèbres[12] : Barack Obama, président des États-Unis ; Dmitri Medvedev, président de la fédération de Russie ; Silvio Berlusconi, président du Conseil italien ; Hugo Chávez, président du Venezuela ; Hu Jintao, secrétaire général du Parti communiste chinois et président de la république populaire de Chine ;
- 2009 - « Apparition du Christ aux Apôtres » débuté 15 ans auparavant[13]